# جيني هوب
جيني هوب هي رسامة بلجيكية، ولدت في 1870 في دوسلدورف في ألمانيا، وتوفيت في 1934 في إيكسل في بلجيكا.